# 올림픽 마스코트
올림픽의 마스코트는 주로 올림픽 경기나 패럴림픽 경기가 열리는 지역의 자연 환경이나 유산을 반영한 캐릭터이다. 동물과 사람이 캐릭터로 자주 쓰인다.
프랑스의 그르노블에서 열린 1968년 동계 올림픽에서부터 시작되었다. 처음으로 널리 쓰인 마스코트는 모스크바에서 열린 1980년 하계 올림픽에 사용된 미샤이었다. 미샤는 개회식과 폐회식 등을 포함해, TV 애니메이션 등 상업적 상품으로도 널리 이용되었다.
2010년 동계 올림픽부터 올림픽과 패럴림픽의 마스코트가 같이 발표되고 있다. 참고로 대회 폐막 후에는 스위스에 본부를 둔 국제 올림픽 위원회로 귀속된다.

## 올림픽 마스코트 목록
| 대회               | 도시                  | 마스코트                                             | 디자이너                                                 | 설명 / 의미 | 사진 |
| ------------------ | --------------------- | ---------------------------------------------------- | -------------------------------------------------------- | --- | ---- |
| 1968년 동계 올림픽 | 그르노블              | 슈스                                                 | 마담 라파르그                                            | 비공식 마스코트. |      |
| 1972년 하계 올림픽 | 뮌헨                  | 발디                                                 | 오틀 아이허                                              | 바이에른주의 명견 중 하나. 육상 선수들에게 필요한 저항력, 끈기, 민첩성을 갖고 있다는 설정이다. |      |
| 1976년 동계 올림픽 | 인스부르크            | 슈네만                                               |                                                          | '천진난만한 대회'를 상징. |      |
| 1976년 하계 올림픽 | 몬트리올              | 아미크                                               | 이봉 라로슈 피에르이브 펠레티에 기 생타르노 조르주 위엘  | 캐나다를 상징하는 동물 중 하나. |      |
| 1980년 동계 올림픽 | 레이크플래시드        | 로니                                                 | 도널드 모스                                              | 이 마스코트의 얼굴은 선수들이 사용하는 모자와 고글을 닮았다. 애디론댁산맥에서 이름을 따왔다. |      |
| 1980년 하계 올림픽 | 모스크바              | 미샤                                                 | 빅토르 치지코프                                          | 소련을 상징하는 동물인 곰을 마스코트로 삼았다. |      |
| 1984년 동계 올림픽 | 사라예보              | 브치코                                               | 요제 트로베츠                                            | 동물과 친하게 지내고 싶어하는 인간의 마음을 형상화했다. |      |
| 1984년 하계 올림픽 | 로스앤젤레스          | 샘                                                   | 로버트 무어 (월트 디즈니 사)                             | 미국의 상징. |      |
| 1988년 동계 올림픽 | 캘거리                | 하우디와 하디                                        | 셸리아 스콧                                              | 캐나다 서부 사람들의 따뜻한 환대를 나타내는 마스코트. |      |
| 1988년 하계 올림픽 | 서울                  | 호돌이                                               | 김현                                                     | 한국의 전설에서 흔하게 등장하는 동물. |      |
| 1992년 동계 올림픽 | 알베르빌              | 마지크                                               | 필립 메이레스                                            | |      |
| 1992년 하계 올림픽 | 바르셀로나            | 코비                                                 | 하비에르 마리스칼                                        | 전위 예술, 입체파처럼 그린 마스코트. |      |
| 1994년 동계 올림픽 | 릴레함메르            | 호콘과 크리스틴                                      |                                                          | 두 명 모두 노르웨이 전통 의상을 입고 있다. |      |
| 1996년 하계 올림픽 | 애틀랜타              | 이지                                                 |                                                          | 처음으로 컴퓨터 그래픽스를 이용해 그린 마스코트. |      |
| 1998년 동계 올림픽 | 나가노                | 스노레츠 스키, 노키, 레키, 츠키                      |                                                          | 일본의 4대 섬을 상징한다. 각 이름의 첫 음절을 모두 합치면 '스노레츠'가 된다. |      |
| 2000년 하계 올림픽 | 시드니                | 올리 ('올림픽')                                      | 매튜 해튼                                                | 관용의 올림픽 정신을 대표. |      |
| 2000년 하계 올림픽 | 시드니                | 시드 ('시드니')                                      | 매튜 해튼                                                | 오스트레일리아의 환경과 그 곳 사람들의 에너지를 나타낸다. |      |
| 2000년 하계 올림픽 | 시드니                | 밀리 ('밀레니엄')                                    | 매튜 해튼                                                | 밀레니엄을 대표. 이상 이 세마리의 마스코트는 오스트레일리아에서 일반적으로 찾아볼 수 있는 야생 동물들이다. |      |
| 2002년 동계 올림픽 | 솔트레이크시티        | 파우더 (Swifter)                                     | 스티브 스몰, 랜더 어소시에이츠 및 민간인                 | 세 마스코트는 미국 유타주에 서식하고 있는 동물이고, 유타 주의 경제에 큰 비중을 차지하고 있는 천연 자원의 이름을 따왔다. 이 동물들은 그 지역 아메리카 원주민들의 전설에 등장하는 주인공들이기도 하며, 각 마스코트의 설정 이야기에 해당 전설이 들어가 있다. 마스코트의 목에는 암각화 조각이 둘러져 있어 매력을 선사함으로써 솔트레이크시티의 유산을 상기시킨다. |      |
| 2002년 동계 올림픽 | 솔트레이크시티        | 코퍼 (Higher)                                        | 스티브 스몰, 랜더 어소시에이츠 및 민간인                 | 세 마스코트는 미국 유타주에 서식하고 있는 동물이고, 유타 주의 경제에 큰 비중을 차지하고 있는 천연 자원의 이름을 따왔다. 이 동물들은 그 지역 아메리카 원주민들의 전설에 등장하는 주인공들이기도 하며, 각 마스코트의 설정 이야기에 해당 전설이 들어가 있다. 마스코트의 목에는 암각화 조각이 둘러져 있어 매력을 선사함으로써 솔트레이크시티의 유산을 상기시킨다. |      |
| 2002년 동계 올림픽 | 솔트레이크시티        | 콜 (Stronger)                                        | 스티브 스몰, 랜더 어소시에이츠 및 민간인                 | 세 마스코트는 미국 유타주에 서식하고 있는 동물이고, 유타 주의 경제에 큰 비중을 차지하고 있는 천연 자원의 이름을 따왔다. 이 동물들은 그 지역 아메리카 원주민들의 전설에 등장하는 주인공들이기도 하며, 각 마스코트의 설정 이야기에 해당 전설이 들어가 있다. 마스코트의 목에는 암각화 조각이 둘러져 있어 매력을 선사함으로써 솔트레이크시티의 유산을 상기시킨다. |      |
| 2004년 하계 올림픽 | 아테네                | 아테나와 포보스                                      | 스피로스 고고스                                          | 고대 그리스의 인형을 닮은 두 명의 아이. |      |
| 2006년 동계 올림픽 | 토리노                | 네베와 글리츠                                        | 페드루 알부케르크                                        | |      |
| 2008년 하계 올림픽 | 베이징                | 푸와 베이베이, 징징, 환환, 잉잉, 니니                | 한메이린                                                 | 다섯 마스코트의 이름을 이어 붙이면 '베이징환잉니' (北京欢迎你), 즉 "베이징은 당신을 환영합니다"라는 중국어 문장이 만들어진다. 각각의 마스코트는 올림픽 오륜의 색깔과 풍수를 이루는 요소를 나타낸다. |      |
| 2010년 동계 올림픽 | 밴쿠버                | 미가                                                 | 메오미 디자인 (비키 웡과 마이클 머피의 디자인 그룹 회사) | 반은 범고래, 반은 커모드 곰인 전설상의 동물. | ,    |
| 2010년 동계 올림픽 | 밴쿠버                | 콰치                                                 | 메오미 디자인 (비키 웡과 마이클 머피의 디자인 그룹 회사) | 캐나다 신화에서 따온 마스코트. | ,    |
| 2010년 동계 올림픽 | 밴쿠버                | 묵묵                                                 | 메오미 디자인 (비키 웡과 마이클 머피의 디자인 그룹 회사) | 비공식 마스코트 및 보조 마스코트. | ,    |
| 2012년 하계 올림픽 | 런던                  | 웬록                                                 | 아이리스                                                 | 근대 올림픽 대회가 부활하기 전, 19세기에 올림픽과 비슷한 대회를 열었던 슈롭셔주 웬록 마을을 이름으로 따왔다. |      |
| 2014년 동계 올림픽 | 소치                  | 벨리 미쉬카 (북극곰) 레오파드 (표범) 자이카 (흰토끼) | 실비아 페트로바 바딤 박 아나톨리 세르데니                | 인기 투표를 통해 결정된 마스코트. 역대 올림픽 마스코트 중에서 처음으로 특별한 이름없이 만들어졌다. |      |
| 2016년 하계 올림픽 | 리우데자네이루        | 비니시우스                                           | 루시아나 에구치, 파울루 무페트                           | 브라질의 다양한 동물에서 영감을 받았다. 이름은 인기 투표를 통해 시인이자 보사노바 작곡가인 비니시우스 지 모라이스에서 따오는 것으로 결정. |      |
| 2018년 동계 올림픽 | 평창                  | 수호랑                                               | 장동련, 장인규, 이희곤                                   | 대국민 공모전 이후 전문 디자이너들이 다시 합작하여 제작된 마스코트. 한국 신화에서 수호신으로 자주 등장하는 백호를 모델로 삼았으며, 대회에 참가한 선수들을 지켜준다는 의미인 '수호'와 호랑이의 '랑'을 합성해 이름을 붙였다. |      |
| 2020년 하계 올림픽 | 도쿄                  | 미라이토와                                           | 타니구치 료                                              | 2017년 12월 11일부터 2018년 2월 22일까지 일본의 초등학생들을 대상으로 한 투표가 진행되었으며 2018년 2월 28일에 1안이 최종 확정되었다. 미라이토와는 '미래'와 '영원'을 뜻하는 일본어 단어의 합성어이다. 2020년 도쿄 올림픽의 공식 엠블렘에서 따온 푸른 체크무늬를 가진 가상의 캐릭터이다.                                                                       |      |
| 2022년 동계 올림픽 | 베이징                | 빙둔둔                                               | 차오쉐                                                   | 빙둔둔은 중국을 대표하는 동물인 자이언트판다이다. |      |
| 2024년 하계 올림픽 | 파리                  | 프리주                                               | 질 들레리                                                | 프리주는 프랑스 혁명과 공화국을 상징하는 프리기아 모자를 의인화하였다. |      |
| 2026년 동계 올림픽 | 밀라노-코르티나담페초 | 티나                                                 | 칼라브리아 타베르나의 이시투토 콤프렌시보 학생들         | 북방족제비를 모티브로 했으며 마스코트 이름은 개최 도시 가운데 하나인 코르티나담페초에서 파생되었다. 2024년 2월 7일 산레모 페스티벌의 2번째 밤 동안에 공개되었다. |      |

## 청소년 올림픽 마스코트 목록
| 대회                      | 도시             | 마스코트    | 디자이너                                   | 설명 / 의미 | 사진 |
| ------------------------- | ---------------- | ----------- | ------------------------------------------ | --- | ---- |
| 2010년 하계 청소년 올림픽 | 싱가포르         | 리오와 멀리 | 큐빅스 인터내셔널                          | 리오는 싱가포르의 별명이 '사자의 도시'라는 것을 뜻한다. '멀리'는 싱가포르의 상징물인 머라이언을 본땄다. |      |
| 2012년 동계 청소년 올림픽 | 인스브루크       | 요글        | 플로렌시아 디마리아 루이스 안드레 아비아티 | 개최 도시의 성격을 나타낸다. |      |
| 2014년 하계 청소년 올림픽 | 난징             | 러러        |                                            | 난징의 독특한 지질학적 특성으로 인해 발견된 특별한 종류의 돌인 우화석을 모티브로 했다. 마스코트의 디자인은 이 돌의 전형적인 모양과 모양을 취하지만 엠블럼의 팔레트에서 색을 강조하면서 창의적이고 예술적인 방식으로 가져간다. '러'라는 단어는 돌들이 서로 충돌하는 소리를 나타내며 행복 또는 기쁨을 의미하는 중국어 발음이기도 하다.                                                                            |      |
| 2016년 동계 청소년 올림픽 | 릴레함메르       | 쇼그        | 리네 안세트모엔                            | 스라소니를 모티브로 했다. |      |
| 2018년 하계 청소년 올림픽 | 부에노스아이레스 | 판디        | 휴먼 풀 에이전시                           | 판디는 아르헨티나에 서식하는 젊은 재규어이다. "#판디"(#Pandi)라는 이름은 재규어의 학명, 마스코트와 "디지털 세계"와의 관계가 결합된 것이다. |      |
| 2020년 동계 청소년 올림픽 | 로잔             | 요들리      | 에라콤                                     | 스위스와 프랑스 지역에서 인기 있는 요들 노래 기법이 그 마스코트의 이름에 영감을 주었다. 요들리는 스위스의 산악 지대에서 널리 서식하는 소와 염소, 그리고 성 베르나르의 개 품종 사이의 교배종이다. |      |
| 2024년 동계 청소년 올림픽 | 강원도           | 뭉초        | 박수연                                     | '뭉치다'라는 한국어 단어에서 이름을 따온 뭉초는 2018년 평창 동계 올림픽과 패럴림픽 마스코트인 수호랑과 반다비가 눈싸움을 벌이기 위해 가지고 놀던 눈뭉치가 2024년 동계 청소년 올림픽을 앞두고 수호랑과 반다비의 스포츠 정신을 닮은 '뭉초'라는 캐릭터로 태어났다는 이야기를 담고 있다. 또한 동계 올림픽에 참가하는 선수들처럼 고글과 목도리를 쓰고 대회를 준비하는 청소년들의 모습을 관찰한다는 설정도 담고 있다. |      |

## 같이 보기
- 올림픽 상징
- 패럴림픽 마스코트
- 패럴림픽 상징
- FIFA 월드컵 공식 마스코트